# Ли, Трюгве
Трюгве Хальвдан Ли (норв. Trygve Halvdan Lie; 16 июля 1896, Осло, Норвегия — 30 декабря 1968, Гейло, Норвегия) — норвежский политический деятель и дипломат, в 1946—1952 — 1-й избранный Генеральный секретарь ООН.

## Биография
Родился в Осло. Учился в Университете Осло, где в 1919 году получил диплом юриста. В 1911 году вступил в молодежную организацию Норвежской рабочей партии. С 1919 по 1922 год был помощником секретаря Рабочей партии, с 1922 по 1935 год — юрисконсультом Норвежской конфедерации профсоюзов, а в 1926 году стал национальным исполнительным секретарем Рабочей партии.
В правительстве Рабочей партии с 1935 по 1939 год занимал пост министра юстиции, затем, с июля по сентябрь 1939 года, пост министра торговли и промышленности. Ли, в своё время поддержавший Октябрьскую революцию и лично беседовавший с Лениным, выступил за предоставление Льву Троцкому политического убежища в Норвегии (1935).
С началом Второй мировой войны Ли был назначен министром снабжения и судоходства, во время германского вторжения по его приказу весь норвежский флот ушёл в порты антигитлеровской коалиции, чтобы не стать добычей врага. В июне 1940 года, после оккупации страны Германией, уехал в Великобританию, поскольку норвежское правительство приняло решение продолжать оттуда борьбу с Третьим рейхом. В декабре был назначен исполняющим обязанности министра иностранных дел, а в феврале 1941 года — министром иностранных дел Норвегии. В 1945 году переизбран в парламент. 12 июня 1945 года правительство, в состав которого он входил, подало в отставку; Ли был назначен министром иностранных дел временного коалиционного кабинета и министром иностранных дел в правительстве Рабочей партии нового состава в октябре 1945 года.
Ли возглавлял норвежскую делегацию на Сан-Францисской конференции по вопросу о создании международной организации, участвовал в подготовке Устава ООН. 1 февраля 1946 года он был избран первым Генеральным секретарём Организации Объединённых Наций, его советником был дипломат Рагнвальд Лунд. 1 ноября 1950 года Генеральная Ассамблея продлила его срок полномочий ещё на три года — начиная с 1 февраля 1951 года.
На посту Генерального секретаря Ли стремился остановить назревавшие конфликты — Корейскую войну, Блокаду Западного Берлина, кризис в Кашмире, добиться международного признания для Израиля, Индонезии и КНР, не допустить в ООН франкистскую Испанию. Подвергаясь ожесточённой критике за нерешительность и находясь под давлением как США, так и СССР, Ли подал в отставку в ноябре 1952 года.
После ухода из Организации Объединённых Наций Ли занимал должности губернатора Акерсхуса и председателя Норвежского совета по энергетике. В 1959 году по поручению короля Улафа V был посредником в процессе урегулирования территориальных споров Италии и Эфиопии в Сомали.